# Svensbyn
Svensbyn är en tätort i Piteå kommun.

## Historia
Byanamnet visar på att bebyggelsen mest troligt tillkom efter adelsmannens Nils Åbjörnsson Sparres kolonisation av pitebygden på 1300-talet. 
Byns namn var "Swensbyn" redan 1539 i den första landskapshandlingen för dåtidens stora Västerbottens län. Byn hade 22 registrerade hemman med 28 manliga personer där de övriga åtta männen var söner till hemmansägare i byn. Självklart fanns kvinnor och barn i byn, men de registrerades ännu inte på den tiden. De tillfällen kvinnor skrevs in i landskapshandlingarna var när de som änkor övertagit hemman efter avlidna makar, eller som ogifta döttrar - kallade pigor - blev ensamma kvar på gårdarna när föräldrarna dött. Redan på den tiden var Svensbyn bland de största byarna i Piteå socken. 
När topograf och genealog Abraham Abrahamsson Hülphers vid mitten av 1700-talet gjorde sin resa genom hela Norrland, Norrbotten inkluderad, besökte han även Piteå socken. Vid visiten fick han höra den lokala historien om hur Svensbyn fått sitt namn. I socknen fanns fyra bröder: Sven, Sjul, Henning och Erik. Sven gav namnet till Svensbyn, Sjul till byn Sjulnäs och Henning till byn Hemmingsmark, medan Erik flyttade till Luleå socken och gav namn till byn Ersnäs.
I äldre tider utgjorde Svensbyn sista anhalten för skogssamernas verksamhet, då de sökte sig ner mot kusten för vinterbete, och därför kom svensbyborna att i folkmun omnämnas som "svensbylappar" av piteborna.
På 1940-talet utgjorde Svensbyn en av Sveriges största byar sett till ytan. Svensbyn består till största delen av skogsmarker, men även en hel del uppodlad jord. Svensbyn har en traditionellt stark föreningsverksamhet med byns idrottsförening Svensby SK i centrum.

## Befolkningsutveckling
| Befolkningsutvecklingen i Svensbyn 1960–2020> | Befolkningsutvecklingen i Svensbyn 1960–2020> | Befolkningsutvecklingen i Svensbyn 1960–2020> | Befolkningsutvecklingen i Svensbyn 1960–2020> | Befolkningsutvecklingen i Svensbyn 1960–2020> |
| --------------------------------------------- | --------------------------------------------- | --------------------------------------------- | --------------------------------------------- | --------------------------------------------- |
|                                               |                                               |                                               |                                               |                                               |
| År                                            |                                               |                                               | Folkmängd                                     | Areal (ha)                                    |
| 1960                                          | 1960                                          |                                               | 263                                           | 46                                            |
| 1965                                          | 1965                                          |                                               | 254                                           | 46                                            |
| 1970                                          | 1970                                          |                                               | 238                                           |                                               |
| 1975                                          | 1975                                          |                                               | 298                                           |                                               |
| 1980                                          | 1980                                          |                                               | 338                                           |                                               |
| 1990                                          | 1990                                          |                                               | 406                                           | 52                                            |
| 1995                                          | 1995                                          |                                               | 394                                           | 52                                            |
| 2000                                          | 2000                                          |                                               | 362                                           | 52                                            |
| 2005                                          | 2005                                          |                                               | 362                                           | 52                                            |
| 2010                                          | 2010                                          |                                               | 342                                           | 52                                            |
| 2015                                          | 2015                                          |                                               | 345                                           | 58                                            |
| 2020                                          | 2020                                          |                                               | 329                                           | 61                                            |
|                                               |                                               |                                               |                                               |                                               |

## Samhället
I samhället finns förskola, grundskola för årskurs F-3 samt fritidshem. 
Vid den gamla affären finns en bensinpump och sopsorteringsstation. 
2019 invigdes i byn en multiarena med bland annat yta för konstgräs, parkour/hinderbana, klättervägg, beachvolleyplan, boulebana, kombinerad tennis/basketplan, utegym och skate/kickbikeområde.  Sedan tidigare finns skridskorink och fotbollsplaner. Planer och multisport Arena förvaltas av idrottsföreningen Svensby SK.
I Svensbyn ligger även skid- och vintersportanläggningen Vallsberget där SM i längdskidåkning har anordnats 1978, 1999 och 2010.
Svensbyn har blivit utsedd till Årets by av Piteå kommun 2006 och 2016.

## Besöksmål
Svenbyns största besöksmål är det så kallade Swensbylijda - ett hembygdsområde med museum, kvarnbyggnader och ett sommaröppet kafé.  På hembygdsområdet anordnas bland annat musikevenemang (bland annat under Festspelen i Piteå) och varje sommar anordnas de populära palttisdagar då det serveras Pitepalt. I anslutning till Swensbylijda finns en badsjö med omklädningsrum.
Ett annat av byns besöksmål är vandringsleden Eliasleden som leder till den så kallade Elias-grottan. I grottan sägs den så kallade stortjuven Elias ha gömt sig - känd för att ha stulit från de rika och gett till de fattiga.